# صنایع کوک
صنایع کُوْک ‎/ˈkoʊk/‎ (به انگلیسی: Koch Industries) شرکت آمریکایی و چندملیتی خوشه‌ای (فعال در چند صنعت) است که دفتر مرکزی آن در ویچیتا، کانزاس، ایالات متحده قرار دارد.
شرکت صنایع کوک در زمینه صنایع هسته‌ای و صنعت نفت؛ شامل تولید، پالایش و توزیع نفت خام، ساخت خطوط لوله، صنایع پتروشیمی، صنایع شیمیایی، تولید الیاف، پلیمر و پلاستیک، مواد معدنی، کود، کاغذ، صنایع کشاورزی و دامداری، ارائه خدمات مالی و سرمایه‌گذاری در صنایع مختلف فعالیت می‌کند.
در سال ۲۰۱۱ مجله فوربس این شرکت را به‌عنوان دومین شرکت سهامی خاص بزرگ در ایالات متحده، پس از کارگیل معرفی نمود. صنایع کوک در سال مالی ۲۰۰۶ درآمدی معادل ۹۸ میلیارد دلار داشته است، که اگر آن را یک شرکت سهامی عام فرض کنیم، در رتبه‌بندی فورچون ۵۰۰ در فهرست بزرگترین شرکت‌های عمومی مستقر در ایالات متحده در رتبه ۱۶ قرار می‌گرفت.

## تاریخچه
فرد سی. کوک مؤسس شرکت صنایع کوک یک مهندس شیمی و کارآفرین آمریکایی بود. خانواده او مهاجرانی آلمانی بودند که در سال ۱۸۸۸ به ایالات متحده آمریکا مهاجرت کردند.
در سال ۱۹۲۵، فرد سی. کوک برای ادامه تحصیلات وارد دانشگاه‌ام‌آی‌تی شد. همکلاسی وی لوئیس ای. وینکلر، مالک یک شرکت خدمات مهندسی بود که آن را به تازگی در شهر ویچیتا، کانزاس ثبت کرده بود و با پیوستن کوک به آن، نام این شرکت به شرکت مهندسی وینکلر-کوک تغییر پیدا کرد.
فرد کوک در سال ۱۹۲۷ روشی را ابداع کرد، که با استفاده از کراکینگ حرارتی در پالایشگاه نفت، موفق شد نفت خام سنگین را به گازوئیل تبدیل کند. این کار باعث شد شرکت کوک بتواند با شرکت‌های بزرگ نفتی رقابت کند و به همین دلیل شرکت‌های بزرگ در آمریکا، شرکت او را مورد پیگرد قرار دادند و کوک مجبور شد روی بازارهای خارجی مثل اتحاد جماهیر شوروی سوسیالیستی تمرکز کند.
این شرکت به بازارهای اروپا و خاورمیانه نیز وارد شد. کوک با این موفقیت، توانست ثروت فراوان و شرکای جدیدی را، به دست آورده، کسب‌وکارش را بار دیگر به کشور خود بازگرداند.
در سال ۱۹۴۰ کوک شرکت تابعه‌ای را، تحت عنوان شرکت پالایش نفت وود ریور تأسیس کرد، که همین شرکت بعدها پایه‌گذار شرکت فعلی صنایع کوک شد.
در سال ۱۹۶۷ فرد سی. کوک درگذشت، یک سال پس از مرگ وی، نام کمپانی به احترام وی به صنایع کوک تغییر یافت. این شرکت در ابتدای فعالیت به عنوان یک شرکت مستقل، به پالایش نفت خام اشتغال داشت.
در زمان مرگ فرد کوک این شرکت تنها یک شرکت مهندسی بود که بخشی از فعالیت آن نیز به پالایشگاه مینه‌سوتا مربوط می‌شد. در سال‌های ۱۹۶۸ و ۱۹۶۹ چارلز جی. کوک، تلاش کرد سهام شرکت نفت شمال و پالایشگاه آن را بخرد، اما این شرکت تمایلی به فروش سهامش نداشت. اما بعدها با شراکت هاوارد مارشال، توانستند بخش عمده‌ای از پالایشگاه را در اختیار بگیرند که باعث شد این شرکت بتواند به حوزه‌های جدیدی از کسب‌وکار مانند: صنایع شیمیایی، الیاف، پلیمر و آسفالت وارد شود.
این رشد بزرگ با تجارت بین‌المللی کالا، فرایندهای گاز مایع، سرمایه‌گذاری در املاک و زیرساخت‌های تولیدی، مدیریت ریسک و امور مالی همراه شد.

## زمینه فعالیت
شرکت صنایع کوک در صنایع هسته‌ای و صنعت نفت؛ شامل تولید، پالایش و توزیع نفت خام، ساخت خطوط لوله، صنایع پتروشیمی، تولید و عرضه انرژی، تولید عمده الیاف، پلیمر، آسفالت و پلاستیک، مواد معدنی، کود، کاغذ و خمیر کاغذ، ساخت پالایشگاه، تجهیزات تکنولوژی شیمیایی، صنایع کشاورزی و دامداری، ارائه خدمات مالی و سرمایه‌گذاری در املاک، مبادله کالاهای تجاری و زیرساخت‌های تولیدی، مدیریت ریسک و همچنین مشارکت‌های مالی در صنایع مختلف، فعالیت می‌کند. این شرکت بیش از ۵۰٬۰۰۰ کارمند در ایالات متحده و بالغ بر ۱۰٬۰۰۰ کارمند، در ۵۹ کشور دیگر را، در اختیار دارد.

## دعوای حقوقی
در سال‌های آغاز دهه ۱۹۸۰ میلادی، یک دعوای حقوقی میان سهامداران اصلی شرکت صنایع کوک، یعنی برادران کوک، بر سر مالکیت بر سهام این شرکت، پیش آمد. چارلز و دیوید کوک در یک سوی، ویلیام و فردریک کوک به همراه دو شریک دیگر، در سوی دیگر این دعوای حقوقی قرار داشتند.
کشمکش‌ها، بر سر مالکیت این شرکت، دو دهه به طول انجامید و سرانجام در سال ۲۰۰۱ در پی خریداری سهام فردریک و ویلیام، از سوی چارلز و دیوید کوک، به پایان رسید.
در حال حاضر چارلز جی. کوک پسر دوم فرد کوک، رئیس هیئت مدیره و مدیر عامل این شرکت بوده و پسر دیگر وی دیوید اچ. کوک نیز به عنوان قائم‌مقام مدیرعامل و معاون اجرایی شرکت صنایع کوک، فعالیت می‌کند.
هم‌اکنون ۴۲٪ درصد از سهام صنایع کوک در اختیار چارلز کوک و ۴۲٪ درصد نیز به دیوید کوک تعلق دارد.

## شرکت‌های تابعه
صنایع کوک مالک تعداد زیادی شرکت تابعه است که با توجه به نوع فعالیت آنها، در صنایع گوناگون طبقه‌بندی شده‌اند. این شرکت‌ها عمومأ در دهه‌های ۱۹۸۰ تا ۲۰۰۰ خریداری شده‌اند.

### اینویستا
اینویستا شرکت صنایع شیمیایی است که صنایع کوک آن را از شرکت دوپونت خریداری کرد. این شرکت در زمینه تولید محصولات شیمیایی فعالیت می‌کند. تمرکز اینویستا، عمدتأ بر روی تولید پلیمر و الیاف معطوف است. این محصولات عمدتأ در ساخت فرش‌ها مورد استفاده قرار می‌گیرند.

### جورجیا-پسیفیک
جورجیا-پسیفیک در زمینه تولید کاغذ، خمیر کاغذ و انواع مختلف دستمال کاغذی فعالیت می‌کند. این شرکت در آتلانتا مستقر است و محصولات خود را در ۲۷ ایالت عرضه می‌کند.

### فلینت هیلز
شرکت فلینت هیلز، که به‌نام کوک پترولیوم گروپ نیز شناخته می‌شود، اصلی‌ترین پالایشگر و تولیدکننده مواد شیمیایی شرکت صنایع کوک، محسوب می‌شود. دفتر مرکزی این شرکت در ویچیتا، کانزاس قرار گرفته‌است.

### شرکت خط لوله کوک
شرکت خط لوله کوک، مالک بیش از ۶ هزار کیلومتر خط لوله انتقال در سرتاسر ایالات متحده است. این شرکت در زمینه ساخت و نگهداری انواع خط لوله انتقال، نفت خام، ال‌ان‌جی و مواد شیمیایی فعالیت می‌کند.
شبکه خطوط لوله شرکت خط لوله کوک، در ایالت‌های: ویسکانسین، مینه‌سوتا، تگزاس، میزوری، آیووا، اکلاهما، لوئیزیانا و نیز آلبرتا، کانادا گسترده شده‌است. دفاتر مرکزی این شرکت در ویچیتا، کانزاس، سینت پال، مینه‌سوتا و کورپس کریستی، تگزاس مستقرند.

### شرکت کود کوک
شرکت کود کوک، یکی از بزرگترین تولیدکنندگان کودهای نیتروژنی جهان است. کارخانه‌های تولید کود شیمیایی این شرکت، در کشورهای ایالات متحده آمریکا، کانادا، ترینیداد و توباگو، ونزوئلا و ایتالیا قرار دارند.

### شرکت کشاورزی کوک
شرکت کشاورزی کوک، مالک بیش از ۴۲۵ هزار هکتار (۱٫۷۲۰ کیلومتر مربع) مزرعه، در سه ایالت مونتانا، تگزاس و کانزاس است. تعداد ۱۵ هزار رأس گاو در این مزارع نگهداری می‌شود.
این شرکت در سال ۱۸۸۲ توسط یک سرمایه‌گذار اسکاتلندی در تگزاس تأسیس شد و در سال ۱۹۵۱ توسط فرد سی. کوک خریداری و به شرکت صنایع کوک پیوست شذ.

## فعالیت سیاسی
به گفته مرکز سیاست پاسخ‌گویی، صنایع کوک بیش از ۵۰ میلیون دلار بین سال‌های ۲۰۰۶ تا ۲۰۱۱ برای لابی کردن در واشینگتن هزینه کرده‌است. نایب رئیس شرکت صنایع کوک؛ دیوید اچ. کوک هم‌اکنون به‌عنوان یکی از اعضای فعال حزب جمهوری‌خواه ایالات متحده آمریکا محسوب می‌شود.